# Crassocephalum
Crassocephalum là một chi thực vật có hoa trong họ Cúc (Asteraceae). Chi này được Conrad Moench miêu tả lần đầu tiên năm 1794 trên cơ sở loài Senecio cernuus L.f., 1782.
Crassocephalum là một chi thực vật thân thảo trong tông Senecioneae. Khoảng 24-26 loài của chi này đều là bản địa châu Phi, Madagascar và quần đảo Mascarene và nói chung được tìm thấy trong các khu vực rừng trống hay tại rìa các khu rừng thường xanh ẩm ướt cũng như trong đồng rừng thưa, ở độ cao từ 0 tới 3.500 m.
Hiện tại người ta xác nhận có 2 loài du nhập vào châu Á là Crassocephalum crepidioides và C. rubens, trong đó C. crepidioides từ khoảng thập niên 1920 và hiện tại có phân bố rộng từ Pakistan qua Đông Nam Á, Hoa Nam tới Nhật Bản và các đảo trên Thái Bình Dương; trong khi C. rubens mới chỉ được phát hiện gần đây (khoảng năm 1986) trong một khu vực nhỏ tại bắc Thái Lan, đông Myanmar và nam Trung Quốc.

## Các loài
Chi Crassocephalum gồm khoảng 24-26 loài như sau:
- Crassocephalum bauchiense
- Crassocephalum bougheyanum
- Crassocephalum coeruleum
- Crassocephalum crepidioides
- Crassocephalum ducis-aprutii
- Crassocephalum effusum
- Crassocephalum goetzenii
- Crassocephalum gracile
- Crassocephalum guineense
- Crassocephalum kassnerianum
- Crassocephalum lemuricum
- Crassocephalum libericum
- Crassocephalum macropappus
- Crassocephalum manampanihense
- Crassocephalum montuosum
- Crassocephalum paludum
- Crassocephalum picridifolium (lai ghép)
- Crassocephalum radiatum
- Crassocephalum rubens (loài điển hình)
  - Crassocephalum rubens var. sarcobasis
- Crassocephalum splendens
- Crassocephalum togoense
- Crassocephalum torreanum
- Crassocephalum uvens
- Crassocephalum vitellinum